# Växjö och Oskarshamns valkrets
Växjö och Oskarshamns valkrets var en egen valkrets med ett mandat vid riksdagsvalen till andra kammaren från vårvalet 1887 till valet 1893. Valkretsen avskaffades inför valet 1896, då Växjö bildade Växjö valkrets och Oskarshamn gick till Oskarshamns, Vimmerby och Borgholms valkrets.

## Riksdagsmän
- Axel Koræn (1887)
- Gustaf Sundberg (1888–1890)
- Bertrand Lindgren, AK:s c (1891–1893)
- Frithiof Ohlsson (1894–1896)